# Municipio de Highland (condado de Muskingum)
El municipio de Highland (en inglés, Highland Township) es un municipio del condado de Muskingum, Ohio, Estados Unidos. Tiene una población estimada, a mediados de 2022, de 916 habitantes.
Abarca una zona exclusivamente rural.

## Geografía
Está ubicado en las coordenadas 40°02′43″N 81°46′52″O / 40.04528, -81.78111 (40.045151, -81.781232). Según la Oficina del Censo de los Estados Unidos, tiene una superficie total de 65.4 km², de los cuales 65.3 km² corresponden a tierra firme y 0.1 km² están cubiertos de agua.

## Demografía
Según el censo de 2020, en ese momento había 902 personas residiendo en la zona. La densidad de población era de 14 hab./km². El 96.7 % de los habitantes eran blancos, el 0.1 % era afroamericano, el 0.2 % eran asiáticos, el 0.6 % eran de otras razas y el 2.4 % eran de una mezcla de razas. Del total de la población, el 0.9 % eran hispanos o latinos de cualquier raza.

## Gobierno
El municipio está gobernado por una junta integrada por tres administradores (trustees), que en 2023 son: Ronald Barr Sr., Randy Morrow y Dan Downey.